# Regionale raad van Alona
De regionale raad van Alona (Hebreeuws: מועצה אזורית אלונה) is een regionale raad gelegen in het Haifa district.

## Nederzettingen
Het gebied is zo'n 27 km² groot en bevat 1600 inwoners. Bij deze raad zijn drie nederzettingen (of mosjaven) aangesloten.
| - Ammiqam - Avi'el | - Giv'at Nili |